# Grammostola doeringi
Grammostola doeringi là một loài nhện trong họ Theraphosidae.
Loài này thuộc chi Grammostola. Grammostola doeringi được miêu tả năm 1881 bởi Holmberg.